# 楊基先
楊基先（1903年12月11日—1961年6月11日），臺灣律師、政治人物。臺中市清水區楊家族裔，為台灣日治時期社會運動者楊肇嘉族姪，戰後當選首任民選臺中市市長。

## 早年生平
楊基先於明治36年（1903年）12月11日出生於今臺中市清水區。
大正九年（1920年）就讀臺中州立臺中第一中學校（今臺中市立臺中第一高級中等學校），在臺中一中時代楊基先即為台灣學生權益與內地（日本）學生對抗。:47大正十四年（1925年）就讀日本大學法科，期間投入台灣議會設置請願運動。昭和六年（1931年）3月，畢業。

## 參與政治
昭和五年（1930年），考上日本高等文官考試司法科。返台後，擔任清水街役場（今清水區公所）書記，日後當執業律師。在律師時代，由於楊基先追隨後來出任日本眾議院議長的清瀬一郎從事業務，因長期從事政治活動而使其對政治產生興趣。:47楊基先也曾參加楊肇嘉主持的臺灣地方自治聯盟的政治運動，在臺灣地方自治聯盟1932年在臺中市召開的全島住民中部大會中，楊基先發表〈殖民地行政與統治比本國行政之差異〉演說。:479

## 臺中市市長及卸任後

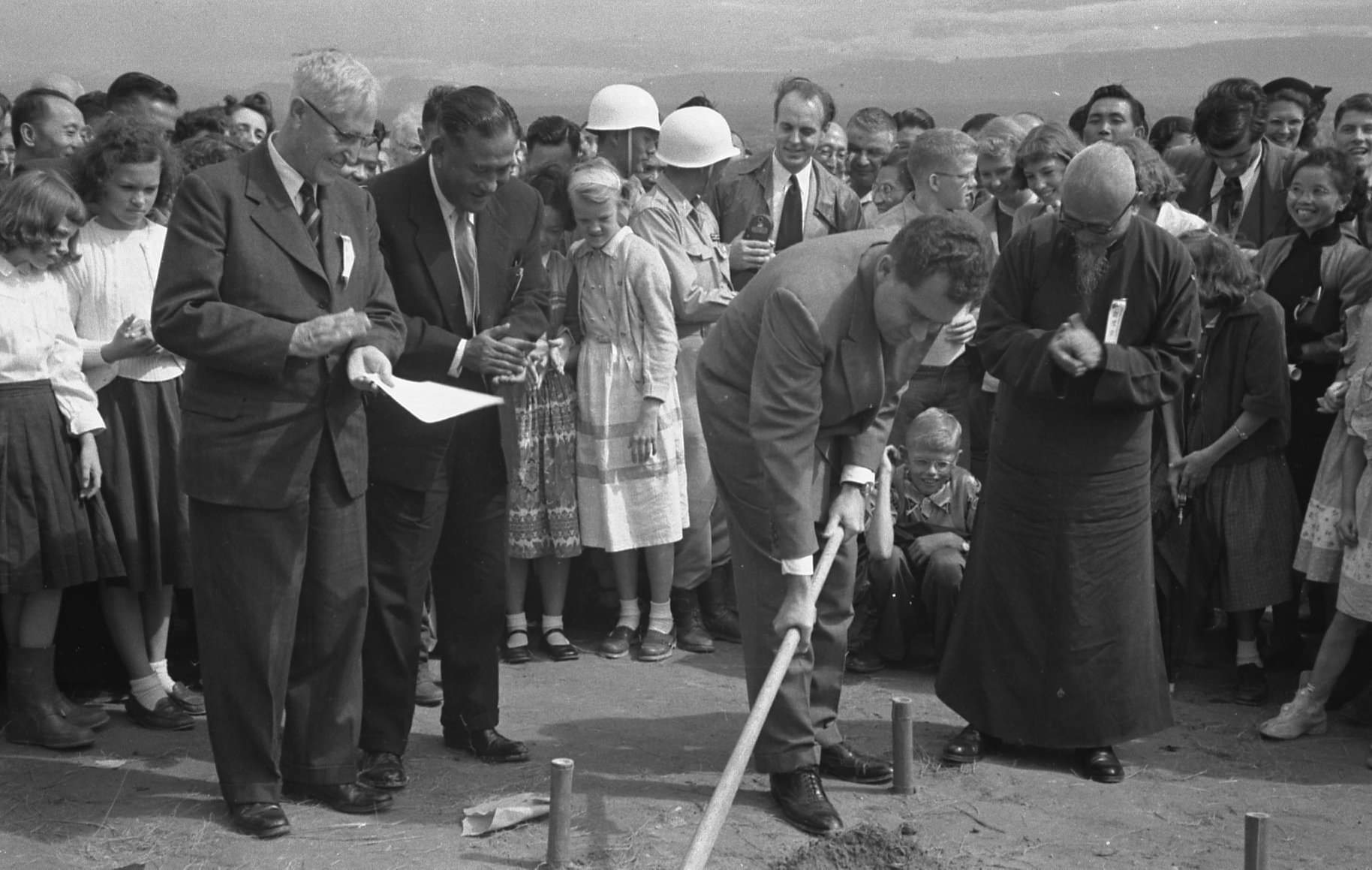
楊基先（前排左二）擔任臺中市市長時期與時任美国副总统理查德·尼克松（前排右二）共同出席東海大學奠基動土典禮

第二次世界大战結束後，楊基先於1946年返台擔任律師。
1950年，楊基先以無黨籍身分參選首屆臺中市市長選舉，候選人有中國國民黨提名的木材富商林金標、西屯人廖朝舟。楊基先邀請曾任臺中市台灣新聞社記者多年的巫永福為其助選。據巫永福回憶，楊基先為人豪爽慷慨，極有人望，競選經費都是熱烈支持者的捐款，本來應可以在第一次投票當選，然而在開票時被作廢票八千多票，舉行第二次投票。最終楊基先當選市長，讓林金標為競選市長出售一紡織工廠及北電區弋坑三百甲山火田。當選台灣戰後首任民選台中市長（當屆黨外候選人當選的還有臺北市市長吳三連、花蓮縣縣長楊仲鯨及臺南市市長葉廷珪），楊基先延攬巫永福為市府秘書兼市長機要。當選後不久加入國民黨。:47
1954年卸任後，楊基先轉任彰化銀行常務監察人。1957年楊基先罹患腸癌，經開刀後一度康復，然而1961年因舊病復發，於臺大醫院不治逝世。:48